# نوده (مقاطعة فومن)
نوده (بالفارسية: نوده) هي قرية تقع في غيلان في إيران. يقدر عدد سكانها بـ 340 نسمة بحسب إحصاء 2016.